# Dioctria notha
Dioctria notha là một loài ruồi trong họ Asilidae. Dioctria notha được Séguy miêu tả năm 1941. Loài này phân bố ở vùng Cổ Bắc giới.